# Amphipetalum
Amphipetalum je monotipski biljni rod iz porodice Talinaceae. Jedina vrsta je A. paraguayense iz Paragvaja i Bolivije
Rod i vrsta opisani su 1988.